# 毛受敏浩
毛受 敏浩（めんじゅ としひろ、1954年 - ）は、日本の学者、国際交流の実務家。

## 略歴
徳島県生まれ。大阪府立生野高等学校卒、慶応義塾大学法学部卒業。米国エバグリーン州立大学行政管理大学院修士号取得。桜美林大学博士課程単位取得退学。兵庫県庁に勤務後、1988年より日本国際交流センター勤務。地域ネットワーク主幹。草の根の国際交流に携わる。慶大などで非常勤講師を務める。
2019年、雑誌『文藝春秋』に掲載された出口治明、河合雅司との鼎談「亡国の『移民政策』」により第80回文藝春秋読者賞を受賞した。

## 著書
- 『地球市民ネットワーク 「国」を超えた人のつながり 地域レベルで活動し、地球サイズの結果を生む市民活動の可能性を探る』アルク 1997
- 『異文化体験入門』明石書店 2003
- 『人口激減 移民は日本に必要である』新潮新書 2011
- 『公務員のための外国語活用術 窓口対応!指差し会話一覧表つき』ぎょうせい 2012
- 『限界国家 人口減少で日本が迫られる最終選択』朝日新書 2017

### 共編著
- 『自治体変革の現実と政策』古川俊一共編 中央法規出版 2002
- 『草の根の国際交流と国際協力』編著 明石書店 国際交流・協力活動入門講座 2003
- 『「多文化パワー」社会 多文化共生を超えて』鈴木江理子共編著 明石書店 国際交流・協力活動入門講座 2007
- 『自治体がひらく日本の移民政策 人口減少時代の多文化共生への挑戦』編著 明石書店 2016

### 翻訳
- マイケル・シューマン『スモールマート革命 持続可能な地域経済活性化への挑戦』監訳 明石書店 2013

## 論文
- <毛受敏浩